# العلاقات السعودية الصربية
العلاقات السعودية الصربية هي العلاقات الثنائية التي تجمع بين السعودية وصربيا.

## مقارنة بين البلدين
هذه مقارنة عامة ومرجعية للدولتين:
| وجه المقارنة                                              | السعودية        | صربيا                                                      |
| --------------------------------------------------------- | --------------- | ---------------------------------------------------------- |
| المساحة (كم2)                                             | 2.25 مليون      | 88.36 ألف                                                  |
| عدد السكان (نسمة)                                         | 33.00 مليون     | 7.02 مليون                                                 |
| الكثافة السكانية (ن./كم²)                                 | 14.67           | 79.45                                                      |
| العاصمة                                                   | الرياض، الدرعية | بلغراد                                                     |
| اللغة الرسمية                                             | اللغة العربية   | اللغة الصربية                                              |
| العملة                                                    | ريال سعودي      | دينار صربي                                                 |
| الناتج المحلي الإجمالي (بليون دولار)                      | 683.83 مليار    | 41.43 مليار                                                |
| الناتج المحلي الإجمالي (تعادل القوة الشرائية) بليون دولار | 1.69 تريليون    | 100.13 مليار                                               |
| الناتج المحلي الإجمالي الاسمي للفرد دولار أمريكي          | 20.48 ألف       | 5.24 ألف                                                   |
| الناتج المحلي الإجمالي للفرد دولار أمريكي                 | 52.01 ألف       | 13.59 ألف                                                  |
| مؤشر التنمية البشرية                                      | 0.837           | 0.771                                                      |
| رمز المكالمات الدولي                                      | +966            | +381                                                       |
| رمز الإنترنت                                              | .sa             | .rs، .срб ‏                                                 |
| المنطقة الزمنية                                           | ت ع م+03:00     | توقيت وسط أوروبا، ت ع م+01:00، ت ع م+02:00، أوروبا/بلغراد ‏ |

## منظمات دولية مشتركة
يشترك البلدان في عضوية مجموعة من المنظمات الدولية، منها:
| علم المنظمة | اسم المنظمة                               | تاريخ انضمام السعودية | تاريخ انضمام صربيا |
| ----------- | ----------------------------------------- | --------------------- | ------------------ |
|             | يونسكو                                    | 4 نوفمبر 1946         | 20 ديسمبر 2000     |
|             | البنك الدولي للإنشاء والتعمير             | 26 أغسطس 1957         | 25 فبراير 1993     |
|             | منظمة حظر الأسلحة الكيميائية              | ?                     | ?                  |
|             | الأمم المتحدة                             | 24 أكتوبر 1945        | 1 نوفمبر 2000      |
|             | مؤسسة التمويل الدولية                     | 18 سبتمبر 1962        | 25 فبراير 1993     |
|             | المركز الدولي لتسوية المنازعات الاستشارية | 7 يونيو 1980          | 8 يونيو 2007       |
|             | وكالة ضمان الاستثمار متعدد الأطراف        | 12 أبريل 1988         | 19 مارس 1993       |
|             | الاتحاد البريدي العالمي                   | ?                     | ?                  |
|             | مؤسسة التنمية الدولية                     | 30 ديسمبر 1960        | 25 فبراير 1993     |
|             | منظمة الشرطة الجنائية الدولية             | 13 يونيو 1956         | ?                  |
|             | المنظمة الهيدروغرافية الدولية             | 8 أبريل 2002          | ?                  |
|             | الاتحاد الدولي للاتصالات                  | 7 فبراير 1949         | 1 يونيو 2001       |

## وصلات خارجية
- موقع وزارة الخارجية السعودية
- موقع وزارة الخارجية الصربية